# AC Milán 2003/2004
Tento článek se podrobně zabývá událostmi ve fotbalovém klubu AC Milán v sezoně 2003/2004 a jeho působení v nejvyšší lize, domácího poháru, domácího superpoháru, lize mistrů UEFA, evropském superpoháru a v Interkontinentálním poháru.

## Realizační tým
| Post                                                    | Jméno                                               |
| ------------------------------------------------------- | --------------------------------------------------- |
| Hlavní trenér                                           | Carlo Ancelotti                                     |
| Asistent trenéra                                        | Mauro Tassotti                                      |
| Trenér brankářů                                         | William Vecchi                                      |
| Sportovní trenéři                                       | Daniele Tognaccini, Giovanni Mauri, William Tillson |
| Klubové vedení                                          |                                                     |
| Prezident klubu                                         | Silvio Berlusconi                                   |
| Zástupce prezidenta a generální ředitel                 | Adriano Galliani                                    |
| Zástupce prezidenta klubu                               | Paolo Berlusconi, Gianni Nardi                      |
| Sportovní ředitel                                       | Ariedo Braida                                       |
| Asistent náměstka viceprezidenta a generálního ředitele | Leonardo                                            |
| Vedoucí klubu                                           | Silvano Ramaccioni                                  |

## Soupiska
Aktuální k datu 30. června 2004.
| Číslo | Pozice | Nár.                 | Hráč                  | Datum narození a věk        | Od roku | Předchozí angažmá | Poznámka      |
| ----- | ------ | -------------------- | --------------------- | --------------------------- | ------- | ----------------- | ------------- |
| 1     | B      | Itálie               | Valerio Fiori         | 27. dubna 1969 (56 let)     | 1999    | Piacenza          |               |
| 2     | O      | Brazílie             | Cafu                  | 7. června 1970 (55 let)     | 2003    | Řím               |               |
| 3     | O      | Itálie               | Paolo Maldini         | 26. června 1968 (57 let)    | 1984    | Juniorka          |               |
| 4     | O      | Gruzie               | Kacha Kaladze         | 27. února 1978 (47 let)     | 2001    | Kyjev             |               |
| 5     | Z      | Argentina            | Fernando Redondo      | 6. června 1969 (56 let)     | 2000    | Real              |               |
| 7     | Ú      | Ukrajina             | Andrij Ševčenko       | 29. září 1976 (48 let)      | 1999    | Kyjev             |               |
| 8     | Z      | Itálie               | Gennaro Gattuso       | 9. ledna 1978 (47 let)      | 1999    | Salernitana       |               |
| 9     | Ú      | Itálie               | Filippo Inzaghi       | 9. srpna 1973 (51 let)      | 2001    | Juventus          |               |
| 10    | Z      | Portugalsko          | Rui Costa             | 29. března 1972 (53 let)    | 2001    | Fiorentina        |               |
| 11    | Ú      | Brazílie             | Rivaldo               | 19. dubna 1972 (53 let)     | 2002    | Barcelona         | odešel v zimě |
| 12    | B      | Brazílie             | Dida                  | 7. října 1973 (51 let)      | 2000    | Corinthians       |               |
| 13    | O      | Itálie               | Alessandro Nesta      | 19. března 1976 (49 let)    | 2002    | Lazio             |               |
| 14    | Z      | Chorvatsko           | Dario Šimić           | 12. listopadu 1975 (49 let) | 2002    | Inter             |               |
| 15    | Ú      | Dánsko               | Jon Dahl Tomasson     | 29. srpna 1976 (48 let)     | 2002    | Feyenoord         |               |
| 18    | Ú      | Itálie               | Marco Borriello       | 18. června 1982 (43 let)    | 2002    | Treviso           |               |
| 19    | O      | Itálie               | Alessandro Costacurta | 24. dubna 1966 (59 let)     | 1986    | Juniorka          |               |
| 20    | Z      | Nizozemsko · Surinam | Clarence Seedorf      | 1. dubna 1976 (49 let)      | 2002    | Inter             |               |
| 21    | Z      | Itálie               | Andrea Pirlo          | 19. května 1979 (46 let)    | 2001    | Inter             |               |
| 22    | Z      | Brazílie             | Kaká                  | 22. dubna 1982 (43 let)     | 2003    | São Paulo         |               |
| 23    | Z      | Itálie               | Massimo Ambrosini     | 29. května 1977 (48 let)    | 1995    | Cesena            |               |
| 24    | O      | Dánsko               | Martin Laursen        | 26. července 1977 (47 let)  | 2001    | Parma             |               |
| 25    | O      | Brazílie             | Roque Júnior          | 31. srpna 1976 (48 let)     | 2000    | Palmeiras         | odešel v zimě |
| 26    | O      | Itálie               | Giuseppe Pancaro      | 26. srpna 1971 (53 let)     | 2003    | Lazio             |               |
| 27    | Z      | Brazílie             | Serginho              | 27. června 1971 (54 let)    | 1999    | São Paulo         |               |
| 32    | Z      | Itálie               | Cristian Brocchi      | 30. ledna 1976 (49 let)     | 2001    | Inter             |               |
| 45    | O      | Itálie               | Ignazio Abate         | 12. listopadu 1986 (38 let) | 2003    | Juniorka          |               |
| 77    | B      | Itálie               | Christian Abbiati     | 8. července 1977 (48 let)   | 1998    | Monza             |               |

### Změny v kádru v letním přestupovém období 2003[1]
| Přišli do týmu | Přišli do týmu | Přišli do týmu      | Přišli do týmu | Přišli do týmu  | Přišli do týmu     | Přišli do týmu | Odešli z týmu | Odešli z týmu     | Odešli z týmu       | Odešli z týmu | Odešli z týmu       | Odešli z týmu | Odešli z týmu   |
| Pozice         | Nár.           | Hráč                | Věk            | Odkud přišel    | Typ                | Cena           | Pozice        | Nár.              | Hráč                | Věk           | Kam odešel          | Typ           | Cena            |
| O              | Itálie         | Luca Antonini       | 20             | AC Ancona       | návrat z hostování |                | O             | Itálie            | Luca Antonini       | 20            | UC Sampdoria        | přestup       | 2 mil. Euro     |
| O              | Argentina      | Fabricio Coloccini  | 21             | Atlético Madrid | návrat z hostování |                | O             | Argentina         | Fabricio Coloccini  | 21            | Villarreal CF       | hostování     | 0,250 mil. Euro |
| O              | Brazílie       | Cafu                | 33             | AS Řím          | přestup            | zadarmo        | O             | Argentina         | José Antonio Chamot | 34            | CD Leganés          | přestup       | zadarmo         |
| O              | Itálie         | Giuseppe Pancaro    | 31             | SS Lazio        | přestup            | zadarmo        | O             | Brazílie          | Roque Junior        | 26            | Leeds United        | hostování     | 0,1 mil. Euro   |
| O              | Senegal        | Mohammud Adama Sarr | 19             | AC Ancona       | návrat z hostování |                | O             | Senegal           | Mohammud Adama Sarr | 19            | Atalanta BC         | hostování     |                 |
| Z              | Itálie         | Demetrio Albertini  | 31             | Atlético Madrid | návrat z hostování |                | O             | Dánsko            | Thomas Helveg       | 32            | FC Inter Milán      | přestup       | ?               |
| Z              | Itálie         | Marco Donadel       | 20             | US Lecce        | návrat z hostování |                | Z             | Itálie            | Demetrio Albertini  | 31            | SS Lazio            | přestup       | zadarmo         |
| Z              | Itálie         | Massimo Donati      | 22             | Turín Calcio    | návrat z hostování |                | Z             | Gabon             | Catiline Aubameyang | 19            | US Triestina Calcio | hostování     |                 |
| Z              | Brazílie       | Kaká                | 21             | FC São Paulo    | přestup            | 8,5 mil. Euro  | Z             | Itálie            | Samuele Dalla Bona  | 22            | Bologna FC 1909     | hostování     |                 |
| Ú              | Itálie         | Marco Borriello     | 21             | Empoli FC       | návrat z hostování |                | Z             | Itálie            | Marco Donadel       | 20            | Parma FC            | hostování     |                 |
| Ú              | Bělorusko      | Vitalij Kutuzov     | 23             | Sporting CP     | návrat z hostování |                | Z             | Itálie            | Massimo Donati      | 22            | UC Sampdoria        | hostování     |                 |
| Ú              | Španělsko      | Jose Mari           | 24             | Atlético Madrid | návrat z hostování |                | Z             | Francie · Senegal | Ibrahim Ba          | 29            | Bolton Wanderers FC | hostování     |                 |
|                |                |                     |                |                 |                    |                | Ú             | Bělorusko         | Vitalij Kutuzov     | 23            | US Avellino         | hostování     |                 |
|                |                |                     |                |                 |                    |                | Ú             | Španělsko         | Jose Mari           | 24            | Villarreal CF       | přestup       | 9 mil. Euro     |

### Změny v kádru v zimním přestupovém období 2004[2]
| Přišli do týmu | Přišli do týmu | Přišli do týmu | Přišli do týmu | Přišli do týmu  | Přišli do týmu     | Přišli do týmu | Odešli z týmu | Odešli z týmu | Odešli z týmu | Odešli z týmu | Odešli z týmu | Odešli z týmu | Odešli z týmu |
| Pozice         | Nár.           | Hráč           | Věk            | Odkud přišel    | Typ                | Cena           | Pozice        | Nár.          | Hráč          | Věk           | Kam odešel    | Typ           | Cena          |
| O              | Brazílie       | Roque Júnior   | 27             | Leeds United FC | návrat z hostování |                | O             | Brazílie      | Roque Júnior  | 27            | AC Siena      | hostování     |               |
|                |                |                |                |                 |                    |                | Ú             | Brazílie      | Rivaldo       | 31            | EC Cruzeiro   | přestup       | zadarmo       |

## Zápasy v sezoně 2003/2004

### Supercoppa italiana (Italský superpohár)
| 3. srpna 2003 | Juventus FC            | 1 : 1  | AC Milán                   | Giant Stadium, East Rutherford             |  |
| 15:00 UTC-05:00 | 105+3' David Trezeguet | Report | 105+2 (pen.)' Andrea Pirlo | Diváci: 54.128 Rozhodčí: Pierluigi Collina |  |
| Poznámky: Sestava: Abbiati – Kaladze, Maldini (K), Nesta, Cafu – Gattuso (45. Ambrosini), Pirlo, Seedorf (77. Serginho) – Rui Costa (81. Brocchi) – Ševčenko, Inzaghi |                        |        |                            |                                            |  |

|                                                 |       | Penaltový rozstřel           |  |
| Di Vaio Trezeguet Birindelli Camoranesi Ferrara | 5 : 3 | Pirlo Serginho Brocchi Nesta |  |

### Serie A (Italská liga)
|              | ANC | BOL | BRE | CHI | EMP | INT | JUV | LAZ | LEC | MOD | PAR | PER | REG | ŘÍM | SAM | SIE | UDI |
| ------------ | --- | --- | --- | --- | --- | --- | --- | --- | --- | --- | --- | --- | --- | --- | --- | --- | --- |
| Utkání doma  | 5:0 | 2:1 | 4:2 | 2:2 | 1:0 | 3:2 | 1:1 | 1:0 | 3:0 | 2:0 | 3:1 | 2:1 | 3:1 | 1:0 | 3:1 | 2:1 | 1:2 |
| Utkání venku | 2:0 | 2:0 | 1:0 | 2:0 | 1:0 | 3:1 | 3:1 | 1:0 | 1:1 | 1:1 | 0:0 | 1:1 | 1:2 | 2:1 | 3:0 | 2:1 | 0:0 |

Tabulka
| Poř. | Tým             | Z  | V  | R  | P  | VG | OG | B  |
| ---- | --------------- | -- | -- | -- | -- | -- | -- | -- |
| 1.   | AC Milan        | 34 | 25 | 7  | 2  | 65 | 24 | 82 |
| 2.   | AS Řím          | 34 | 21 | 8  | 5  | 68 | 19 | 71 |
| 3.   | Juventus FC     | 34 | 21 | 6  | 7  | 67 | 42 | 69 |
| 4.   | FC Inter Milán  | 34 | 17 | 8  | 9  | 59 | 37 | 59 |
| 5.   | Parma AC        | 34 | 16 | 10 | 8  | 57 | 46 | 58 |
| 6.   | SS Lazio        | 34 | 16 | 8  | 10 | 52 | 38 | 56 |
| 7.   | Udinese Calcio  | 34 | 13 | 11 | 10 | 44 | 40 | 50 |
| 8.   | UC Sampdoria    | 34 | 11 | 13 | 10 | 40 | 42 | 46 |
| 9.   | AC ChievoVerona | 34 | 11 | 11 | 12 | 36 | 37 | 44 |
| 10.  | US Lecce        | 34 | 11 | 8  | 15 | 43 | 56 | 41 |

Poznámky
- Z = Odehrané zápasy; V = Vítězství; R = Remízy; P = Prohry; VG = Vstřelené góly; OG = Obdržené góly; B = Body

|  | Mistr ligy a Přímý postup do Ligy mistrů 2004/2005 |
|  | Přímý postup do Ligy mistrů 2004/2005              |
|  | Postup do 3. předkola Ligy mistrů 2004/2005        |
|  | Přímý postup do 1. kola Poháru UEFA 2004/2005      |

### Coppa Italia (Italský pohár)
| osmifinále - 1. zápas 3. prosince 2003 | UC Sampdoria  | 0 – 1  | AC Milán              | Stadio Luigi Ferraris, Janov             |  |  |
| 21:10 SELČ                             | 79' Luca Toni | Report | 79 (vl.)' Mirko Conte | Diváci: 10.000 Rozhodčí: Paolo Dondarini |  |  |
|                                        |               |        |                       |                                          |  |  |

| osmifinále - 2. zápas 18. prosince 2003 | AC Milán            | 1 – 0  | UC Sampdoria | Stadio Giuseppe Meazza, Milán           |  |  |
| 20:45 SELČ                              | 13' Filippo Inzaghi | Report |              | Diváci: 2.742 Rozhodčí: Antonio Dattilo |  |  |
|                                         |                     |        |              |                                         |  |  |

| čtvrtfinále - 1. zápas 14. ledna 2004 | AC Milán                                      | 2 – 1  | AS Řím         | Stadio Giuseppe Meazza, Milán            |  |  |
| 20:45 SELČ                            | 40' Jon Dahl Tomasson 90+1' Massimo Ambrosini | Report | 78' John Carew | Diváci: 9.325 Rozhodčí: Domenico Messina |  |  |
|                                       |                                               |        |                |                                          |  |  |

| čtvrtfinále - 2. zápas 22. ledna 2004 | AS Řím      | 1 – 2  | AC Milán                                   | Stadio Olimpico, Řím                       |  |  |
| 21:00 SELČ                            | 81' Mancini | Report | 49' Alessandro Nesta 57' Jon Dahl Tomasson | Diváci: 49.136 Rozhodčí: Emilio Pellegrino |  |  |
|                                       |             |        |                                            |                                            |  |  |

| semifinále - 1. zápas 5. února 2004 | AC Milán              | 1 – 2  | SS Lazio                            | Stadio Giuseppe Meazza, Milán            |  |  |
| 21:00 SELČ                          | 45+2' Filippo Inzaghi | Report | 1' Stefano Fiore 36' Fernando Couto | Diváci: 10.907 Rozhodčí: Roberto Rosetti |  |  |
|                                     |                       |        |                                     |                                          |  |  |

| semifinále - 2. zápas 11. února 2004 | SS Lazio                                            | 4 – 0  | AC Milán | Stadio Olimpico, Řím                       |  |  |
| 21:00 SELČ                           | 35', 41' Stefano Fiore 11' César 15' Fabio Liverani | Report |          | Diváci: 60.000 Rozhodčí: Pierluigi Collina |  |  |
|                                      |                                                     |        |          |                                            |  |  |

### Superpohár UEFA
| 29. srpna 2003 | AC Milán            | 1 : 0  | FC Porto | Stade Louis II., Monako                |  |
| 20:45 UTC-05:00 | 10' Andrij Ševčenko | Report |          | Diváci: 16.885 Rozhodčí: Graham Barber |  |
| Poznámky: Sestava: Dida – Pancaro, Maldini (K), Nesta, Šimič – Gattuso, Pirlo, Seedorf (71. Ambrosini) – Rui Costa (85. Cafu) – Ševčenko (76. Rivaldo), Inzaghi |                     |        |          |                                        |  |

### Liga mistrů UEFA 2003/2004
Základní část
| Základní skupina H: 1. zápas 16. září 2003 | AC Milán            | 1 – 0  | AFC Ajax | Stadio Giuseppe Meazza, Milán         |  |
| 20:45 SELČ | 67' Filippo Inzaghi | Report |          | Diváci: 45.000 Rozhodčí: Luboš Michel |  |
| Poznámky: Sestava: Dida – Costacurta (33. Laursen), Maldini (K), Nesta, Cafu – Gattuso, Pirlo, Seedorf (64. Serginho) – Kaká – Inzaghi (76. Ambrosini), Ševčenko |                     |        |          |                                       |  |

| Základní skupina H: 2. zápas 1. října 2003 | Celta de Vigo | 0 – 0  | AC Milán | Estadio de Balaídos, Vigo           |  |
| 20:45 SELČ |               | Report |          | Diváci: 25.000 Rozhodčí: Mike Riley |  |
| Poznámky: Sestava: Dida – Costacurta, Maldini (K), Nesta, Cafu – Rui Costa, Pirlo, Ambrosini – Kaká (64. Rivaldo), Serginho (62. Inzaghi) – Ševčenko (73. Brocchi) |               |        |          |                                     |  |

| Základní skupina H: 3. zápas 22. října 2003 | AC Milán | 0 – 1  | Club Brugge KV     | Stadio Giuseppe Meazza, Milán               |  |
| 20:45 SELČ |          | Report | 33' Andrés Mendoza | Diváci: 43.823 Rozhodčí: Tom Henning Øvrebø |  |
| Poznámky: Sestava: Dida – Pancaro, Maldini (K), Nesta, Cafu – Brocchi, Pirlo, Seedorf (62. Serginho) – Kaká (62. Rui Costa) – Ševčenko (76. Tomasson), Inzaghi |          |        |                    |                                             |  |

| Základní skupina H: 4. zápas 4. listopadu 2003 | Club Brugge KV | 0 – 1  | AC Milán | Jan Breydel Stadion, Bruggy             |  |
| 20:45 SELČ |                | Report | 86' Kaká | Diváci: 24.000 Rozhodčí: Herbert Fandel |  |
| Poznámky: Sestava: Dida – Pancaro, Maldini (K) (35. Costacurta), Nesta, Cafu – Gattuso, Pirlo, Seedorf – Kaká (87. Ambrosini) – Tomasson (42. Šimič), Ševčenko |                |        |          |                                         |  |

| Základní skupina H: 5. zápas 26. listopadu 2003 | AFC Ajax | 0 – 1  | AC Milán            | Amsterdam ArenA, Amsterdam         |  |
| 20:45 SELČ |          | Report | 52' Andrij Ševčenko | Diváci: 50.210 Rozhodčí: Urs Meier |  |
| Poznámky: Sestava: Dida – Costacurta, Laursen (46. Pancaro), Maldini (K), Cafu – Gattuso, Pirlo, Seedorf – Kaká (76. Rui Costa) – Inzaghi (71. Ambrosini), Ševčenko |          |        |                     |                                    |  |

| Základní skupina H: 6. zápas 9. prosince 2003 | AC Milán | 1 – 2  | Celta de Vigo               | Stadio Giuseppe Meazza, Milán               |  |
| 20:45 SELČ | 40' Kaká | Report | 42' Jesuli 71' José Ignacio | Diváci: 36.207 Rozhodčí: Frank De Bleeckere |  |
| Poznámky: Sestava: Abbiati – Kaladze, Laursen, Costacurta (K) (68. Abate), Šimič – Serginho, Seedorf (46. Rui Costa), Redondo, Brocchi – Kaká (46. Tomasson), Borriello |          |        |                             |                                             |  |

Konečná tabulka skupiny E